# Ralph Näf
Ralph Näf (Kirchberg, 10 mei 1980) is een Duitstalige Zwitserse wielrenner die gespecialiseerd is in het onderdeel Cross Country Mountainbike, een discipline waarin hij in 2007 vice-wereldkampioen werd. Näf is op de laatste wereldranglijst Cross Country Mountainbike vierde (31 december 2009).

## Overwinningen
| Seizoen | Wereldbeker                             | Kampioenschappen | Overige             | Totaal aantal zeges |
| ------- | --------------------------------------- | ---------------- | ------------------- | ------------------- |
| 2003    |                                         | EK               | Malmedy             | 2                   |
| 2004    | Deelname aan Olympische Spelen van 2004 | ZK               | Bundesliga Sprint   | 2                   |
| 2005    | Fort William                            |                  |                     | 0                   |
| 2006    |                                         |                  |                     | 0                   |
| 2007    |                                         |                  | Mussingen           | 1                   |
| 2008    | Canberra                                |                  | Osterhas, Granichen | 3                   |
| 2009    |                                         | EK               |                     | 1                   |
| 2010    |                                         |                  |                     | 0                   |
| 2011    |                                         |                  |                     | 0                   |
| 2012    |                                         |                  |                     | 0                   |
| 2013    |                                         |                  | Muttez              | 1                   |

## Persoonlijk leven
Näf is opgeleid als metselaar. Hij woont met zijn vrouw in het dorp Andwil in het kanton Thurgau, in de nabijheid van de Bodensee.